# Иляксаз
Илякса́з (тат. Илексаз, İleksaz) — село в Сармановском районе Татарстана. Административный центр Иляксазского сельского поселения.

## География
Находится в верховьях реки Татарский Илек вблизи западной окраины села Сарманово.

## История
Основано в первой половине XVIII вееп. В XVIII—XIX веках жители относились к тептярскому сословию. Занимались земледелием, разведением скота, пчеловодством, извозом. 
В «Списке населенных мест по сведениям 1870 года», изданном в 1877 году, населённый пункт упомянут как деревня Иликсазова 2-го стана Мензелинского уезда Уфимской губернии. Располагалась при речке Иликсазе, по левую сторону коммерческого тракта из Бирска в Мамадыш, в 70 верстах от уездного города Мензелинска и в 20 верстах от становой квартиры в селе Александровское (Кармалы). В деревне, в 139 дворах жили 827 человек (404 мужчины и 423 женщины, тептяри), были мечеть, училище. Жители занимались земледелием, скотоводством.
По сведениям 1870 года, здесь также действовала водяная мельница. 
По сведениям переписи 1897 года, в деревне Иликсаз (Иликсазова) Мензелинского уезда Уфимской губернии жили 1412 человек (718 мужчин и 694 женщины), все мусульмане.
В начале XX века здесь было 3 мусульманских прихода, в 1913 году в 3 мектебах обучалось 150 учащихся. В этот период земельный надел сельской общины составлял 2607,3 десятины. 
До 1920 года село входило в Альмет-Муллинскую волость Мензелинского уезда Уфимской губернии. С 1920 года в составе Мензелинского, с 1922 года — Челнинского кантонов ТАССР. С 10 августа 1930 года в Сармановском районе

## Население
| 1870 | 1897 | 1913 | 1920 | 1926 | 1938 | 1949 | 1958 | 1970 | 1979 | 1989 | 2002 |
| ---- | ---- | ---- | ---- | ---- | ---- | ---- | ---- | ---- | ---- | ---- | ---- |
| 827  | 1412 | 1881 | 1620 | 758  | 723  | 660  | 568  | 607  | 486  | 408  | 456  |

Национальный состав села — татары.

## Экономика
Полеводство, молочное скотоводство.

## Инфраструктура
Средняя школа, дом культуры, библиотека.

## Религия
Мечеть.

## Известные люди
Князь Шайдулла Асылгараевич — герой Первой мировой войны, кавалер ордена Георгиевского креста.